# هینا هایاتا
هینا هایاتا (انگلیسی: Hina Hayata؛ زادهٔ ۷ ژوئیهٔ ۲۰۰۰) بازیکن تنیس روی میز زن اهل ژاپن است.
وی در مسابقات کشوری و بین‌المللی در مجموع برندهٔ ۳ مدال طلا، ۱۲ مدال نقره، ۶ مدال برنز شده است.